# Eduardo Salazar
Eduardo José Salazar Heigl (Aguirre, 4 de agosto de 1965), más conocido como Eduardo Salazar; es un jugador profesional de balonmano hispano-venezolano, que ha desarrollado gran parte de su carrera profesional en España.

## Clubes
- Club Balonmano Cangas (2013-2018)
- Helvetia Anaitasuna (2018-2019)
- Teucro (2019-2020)